# Oecusse
Oecusse ou Oécusse (encore appelé Ocussi, Oekussi, Oekusi, Okusi, Oé-Cusse, Oecussi-Ambeno) est une municipalité du Timor oriental constituant une exclave côtière dans la partie occidentale de l'île de Timor entourée par le territoire indonésien. Elle est bordée par la mer de Savu.
La capitale de la municipalité est Pante Macassar. La municipalité compte 68 913 habitants au recensement de 2015.

## Géographie

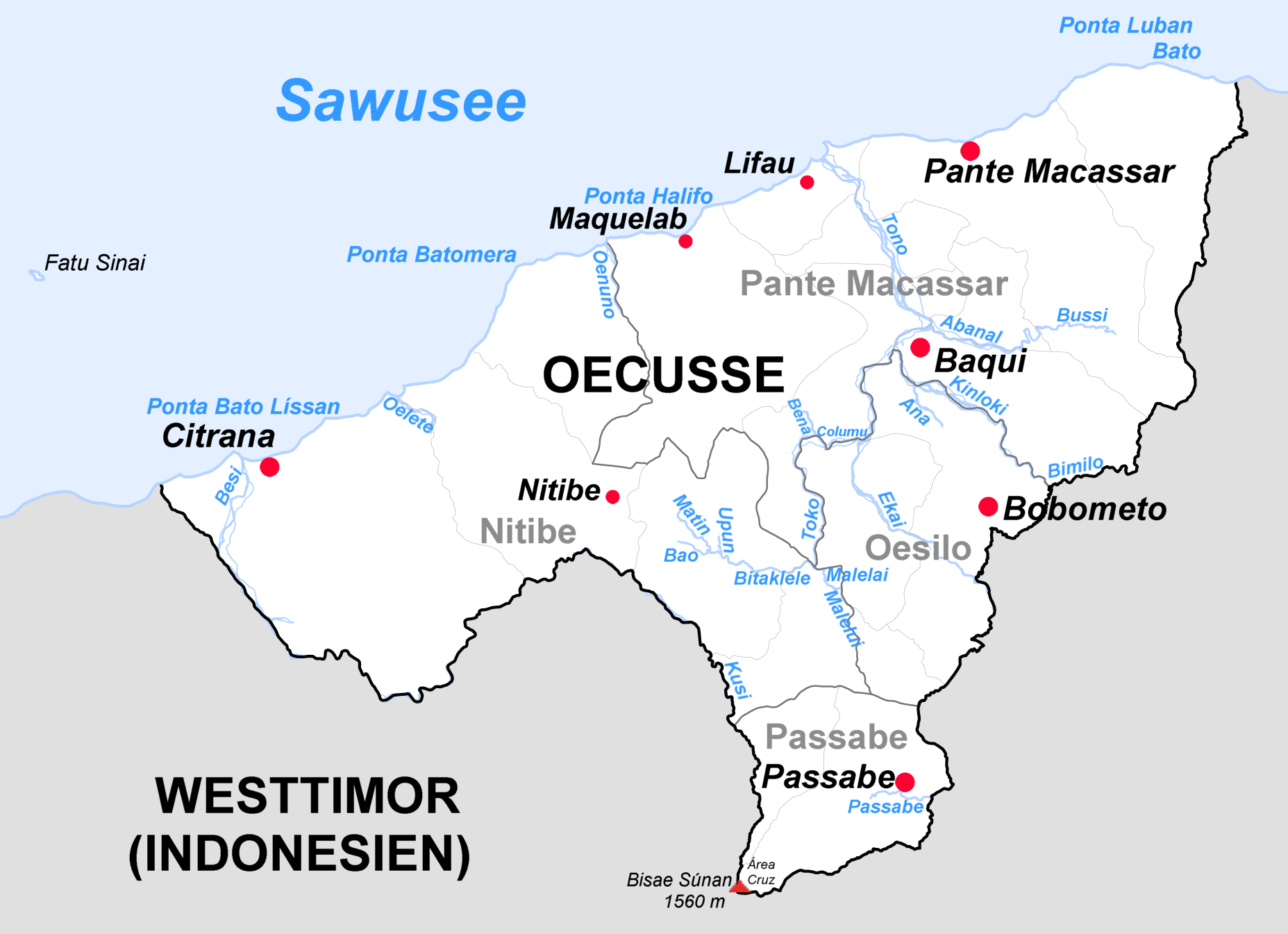
Villes et villages de municipalité

L'exclave de 815 km2 se trouve sur la côte septentrionale de l'île de Timor, bordé au nord par la mer de Savu et partageant les frontières terrestres des Kabupaten indonésiens de Kupang (à l'ouest) et Timor central Nord (au sud et à l'est) dépendant de la province des petites îles de la Sonde orientales.
Au sud d'Oecusse-Ambeno, l'enclave est entourée d'un escarpement montagneux avec des sommets culminant à plus de 1 200 m.

## Subdivisions administratives

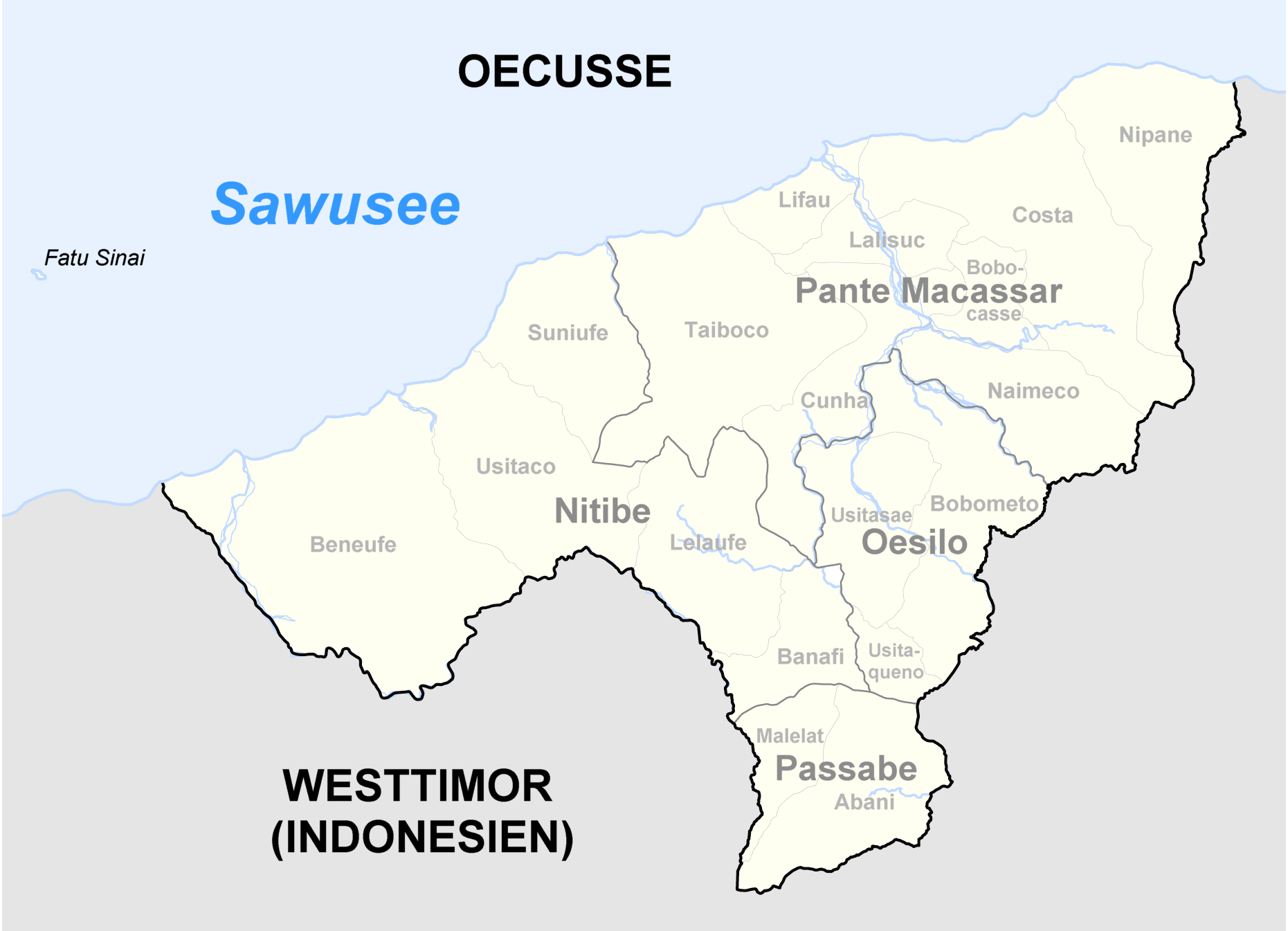
Subdivisions de municipalité

Il est lui-même divisé en 4 postes administratifs :
- Nitibe (de) ;
- Oesilo (de) ;
- Pante Macassar ;
- Passabe (de).

## Histoire récente

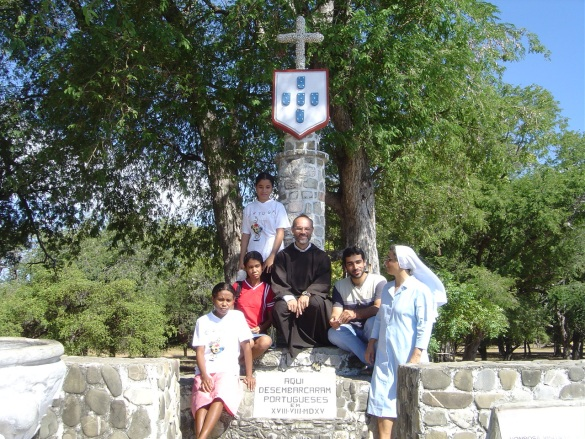
Lifau oecusse

En 1859, lorsque le Portugal et les Pays-Bas ont divisé l'île de Timor en vertu du traité de Lisbonne, Oecusse-Ambeno est resté dans la section portugaise, désormais connue sous le nom de Timor-Leste.
L'invasion du Timor portugais par les troupes indonésiennes a commencé par cette province laquelle tomba le 29 novembre 1975 une semaine avant le reste de la colonie.
Cependant, la province est restée rattachée au Timor oriental au sein de l'Indonésie et l'est restée lors de l'accession à l'indépendance le 20 mai 2002.
L'Américain Richard Daschbach (de) est renvoyé de l’état clérical en 2018, après avoir avoué des viols sur des fillettes de l’orphelinat de Topu Honis à Oecusse. En décembre 2021, il est le premier prêtre condamné au Timor oriental pour pédocriminalité.